# Pasłęk
Pasłęk (Preußisch Holland fino al 1945) è un comune urbano-rurale polacco del distretto di Elbląg, nel voivodato della Varmia-Masuria.
Ricopre una superficie di 264,39 km² e nel 2004 contava 19 340 abitanti.
Comunità urbane e rurali:
| Nome polacco | Nome tedesco (fino al 1945) | Nome polacco         | Nome tedesco (fino al 1945) | Nome polacco      | Nome tedesco (fino al 1945) |
| ------------ | --------------------------- | -------------------- | --------------------------- | ----------------- | --------------------------- |
| Anglity      | Angnitten                   | Krosno-Młyn          | Mühle Krossen               | Robity            | Robitten                    |
| Aniołowo     | Rapendorf                   | Kudyny               | Komthurhof                  | Rogajny           | Rogehnen                    |
| Awajki       | Awecken                     | Kudyński Bór         | Komthurwald                 | Rogowo            | Rogau                       |
| Bądy         | Bunden                      | Kupin                | Kopiehnen                   | Rydzówka          | Kalthof                     |
| Borzynowo    | Briensdorf                  | Kwitajny             | Quittainen                  | Rzeczna           | Weeskenhof                  |
| Brzeziny     | Emilienhorst                | Łączna               | Wiesenhof                   | Rzędy             | Grenzhöfen                  |
| Cierpkie     | Friedheim                   | Leszczyna            | Hasselbusch                 | Sakówko           | Charlottenhof               |
| Dargowo      | Dargau                      | Leżnice              | Lägs                        | Sałkowice         | Zallenfelde                 |
| Dawidy       | Davids                      | Łukszty              | Luxethen                    | Siódmak           | Siebenhufen                 |
| Drulity      | Draulitten                  | Majki                | Mäken                       | Skolimowo         | Skollmen                    |
| Gibity       | Giebitten                   | Malinowo             | Amalienhof                  | Sokółka           | Sangershausen               |
| Gołąbki      | Spittels                    | Marianka             | Marienfelde                 | Stare Kusy        | Alt Kußfeld                 |
| Gryżyna      | Greißings                   | Morzewo              | Mahrau                      | Stegny            | Steegen                     |
| Gulbity      | Golbitten                   | Nowa Wieś            | Neuendorf                   | Surowe            | Schönau                     |
| Kajmy        | Kaymen                      | Nowe Kusy            | Neu Kußfeld                 | Talpity           | Talpitten                   |
| Kalinowo     |                             | Nowiny               | Neufelde                    | Tulno             | Taulen                      |
| Kalsk        | Weeskenhof                  | Nowy Cieszyn         | Neu Teschen                 | Wakarowo          | Wackelsdorf                 |
| Kawki        | Koken                       | Owczarnia            | Freifelde                   | Wikrowo           | Wickerau                    |
| Kielminek    | Köllming                    | Pasłęk               | Preußisch Holland           | Wójtowizna        | Vogtshof                    |
| Kopina       | Koppeln                     | Piniewo              | Pinnau                      | Zielno            | Solainen                    |
| Krasin       | Schönfeld                   | Pochylnia Kąty       | Kanthen                     | Zielonka Pasłęcka | Grünhagen                   |
| Kronin       | Alt Krönau                  | Pochylnia Nowy Całun | Rodland                     | Zielony Grąd      | Schönwiese                  |
| Krosienko    | Krossenfeld                 | Pochylnia Oleśnica   | Kodderstrauch               |                   |                             |
| Krosno       | Krossen                     | Pólko                | Freifelde                   |                   |                             |